# Тіраппане (підрозділ окружного секретаріату)
Підрозділ окружного секретаріату Тхіраппане — підрозділ окружного секретаріату округу Анурадхапура, Північно-Центральна провінція, Шрі-Ланка. Складається з 41 Грама Ніладхарі.